# Isidor Pihl
Carl Arvid Isidor Pihl, född 16 september 1883 i Hällefors, död 16 augusti 1945 i Stockholm, var en svensk bergsingenjör och brukspatron.
Isidor Pihl var son till musikdirektören Carl Pihl. Han avlade mogenhetsexamen i Karlstad 1902 och avgångsexamen från Tekniska högskolan i Stockholm 1907. Efter fem års praktik vid martin- och valsverk i USA var han valsverksingenjör vid Domnarvets järnverk 1912–1923 och valsverkschef där 1923–1929 samt disponent och VD i Kohlswa Jernverks AB och Guldsmedshytte Bruks AB 1929–1935. Från 1935 bedrev han konsulterande ingenjörsverksamhet och agenturrörelse i Stockholm. Pihl var en framstående valsverksexpert, ofta anlitad vid anläggningar i Sverige, Norge och Finland. Hans betydelsefullaste arbete var planerandet och utförandet av valsverken vid Imatra järnverk i sydöstra Finland 1936–1943. 1926–1931 var han ledamot av Jernkontorets tekniska råd. Han tillhörde styrelsen för flera företag och var bland annat styrelseordförande i Köpings skeppsmäkleri AB 1932–1935. Han publicerade flera uppsatser i tekniska ämnen, bland annat en utförlig framställning av utländsk, särskilt amerikansk, valsverkspraxis (i Jernkontorets annaler 1927). Isidor Pihl är begravd på Norra begravningsplatsen utanför Stockholm.